# 1911 aux Territoires du Nord-Ouest
Chronologie des Territoires du Nord-Ouest
- 1907
- 1908
- 1909
- 1910
- 1911
- 1912
- 1913
- 1914
- 1915

Cette page concerne les événements survenus en 1911 dans le territoire canadien des Territoires du Nord-Ouest.

## Politique
- Premier ministre : Frederick D. White (Commissaire en gouvernement)
- Commissaire :
- Législature :

## Événements
- La population du territoire est de 6 507 habitants[réf. souhaitée].